# Fly on the Wall
Fly on the Wall é o décimo álbum de estúdio da banda australiana AC/DC, lançado a 28 de Junho de 1985.

## Contexto geral
É o primeiro disco da banda que não inclui o baterista Phil Rudd, que foi substituído por Simon Wright. O álbum não foi muito bem recebido pelos críticos e vendeu apenas 2 milhões de cópias, contrastando o sucesso dos discos anteriores, Back in Black e For Those About to Rock We Salute You. As suas faixas mais famosas são "Shake Your Foundations" e "Fly On The Wall"
A turnê de Fly on the Wall foi marcada por má publicidade quando o serial killer Richard Ramirez foi preso. Ramirez, apelidado de "Night Stalker" pela imprensa, disse à polícia que "Night Prowler" (do álbum Highway to Hell de 1979) o levou a cometer assassinato. A polícia também afirmou que Ramirez estava usando uma camiseta do ACDC e deixou um chapéu com temática da banda em uma das cenas do crime. Como Murray Engelheart observa em seu livro ACDC: "Maximum Rock & Roll" Era exatamente o que os detratores da banda estavam esperando e a mídia, especialmente na América, imediatamente se apossou do caso. Acusações selvagens de que o ACDC eram, na verdade, adoradores do diabo eram alvo de... As letras de 'Night Prowler' "Foram cuidadosamente analisados e alguns jornais tentaram ligar o satanismo de Ramirez com o nome do ACDC, chegando a conclusão de que o ACDC realmente representava o Anticristo, a Criança do Diabo".
A banda sustentou que a música não tinha uma conotação assassina de Ramírez, sendo na verdade sobre um garoto se esgueirando no quarto de sua namorada à noite enquanto seus pais estão dormindo. Em uma entrevista de 2000 para o documentário MuchMoreMusic The Story of ACDC, Angus diz ironicamente: "Não consigo me lembrar da última missa negra que participei."

## Faixas
Todas as músicas por Malcolm Young, Angus Lounges, e Brian Johnson.
1. "Fly on the Wall" – 3:43
2. "Shake Your Foundations" – 4:10
3. "First Blood" – 3:40
4. "Danger" – 4:22
5. "Sink the Pink" – 4:14
6. "Playing With Girls" – 3:44
7. "Stand Up" – 3:53
8. "Hell or High Water" – 4:31
9. "Back in Business" – 4:22
10. "Send for the Man" – 3:26

## Tabelas

### Álbum
| Ano  | Álbum           | Posições         | Posições        |
| Ano  | Álbum           | US Billboard 200 | UK Albums Chart |
| ---- | --------------- | ---------------- | --------------- |
| 1985 | Fly on the Wall | 32               | 7               |

### Singles
| Ano  | Música                   | Posições         |
| Ano  | Música                   | UK Singles Chart |
| ---- | ------------------------ | ---------------- |
| 1985 | Danger                   | 48               |
| 1986 | "Shake Your Foundations" | 24               |

## Créditos
- Angus Young – Guitarra
- Malcolm Young – Guitarra rítmica
- Cliff Williams – Baixo
- Brian Johnson – Vocal
- Simon Wright – Bateria